# Вільям Йонг

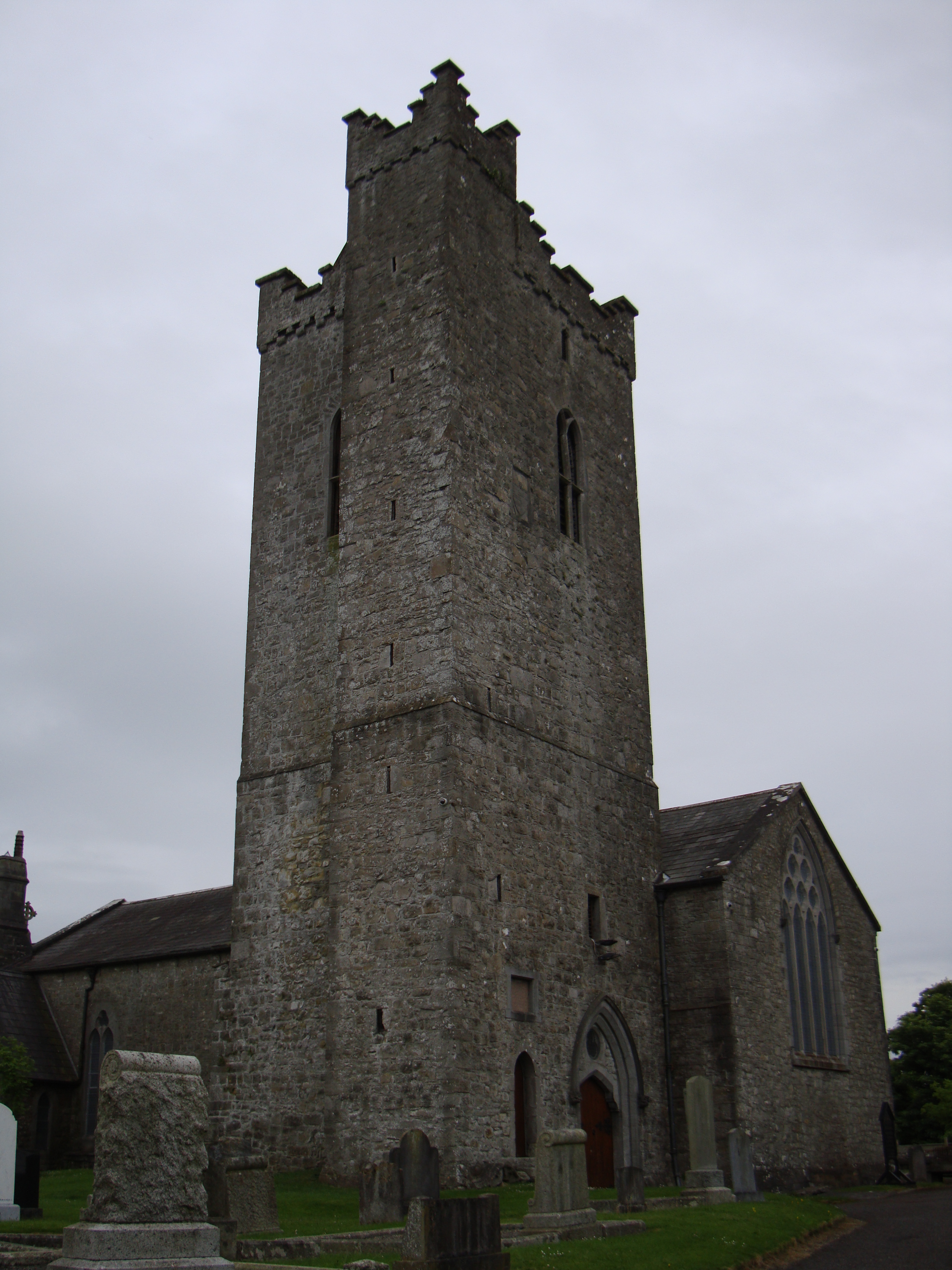
Собор Святого Патріка, Трім.

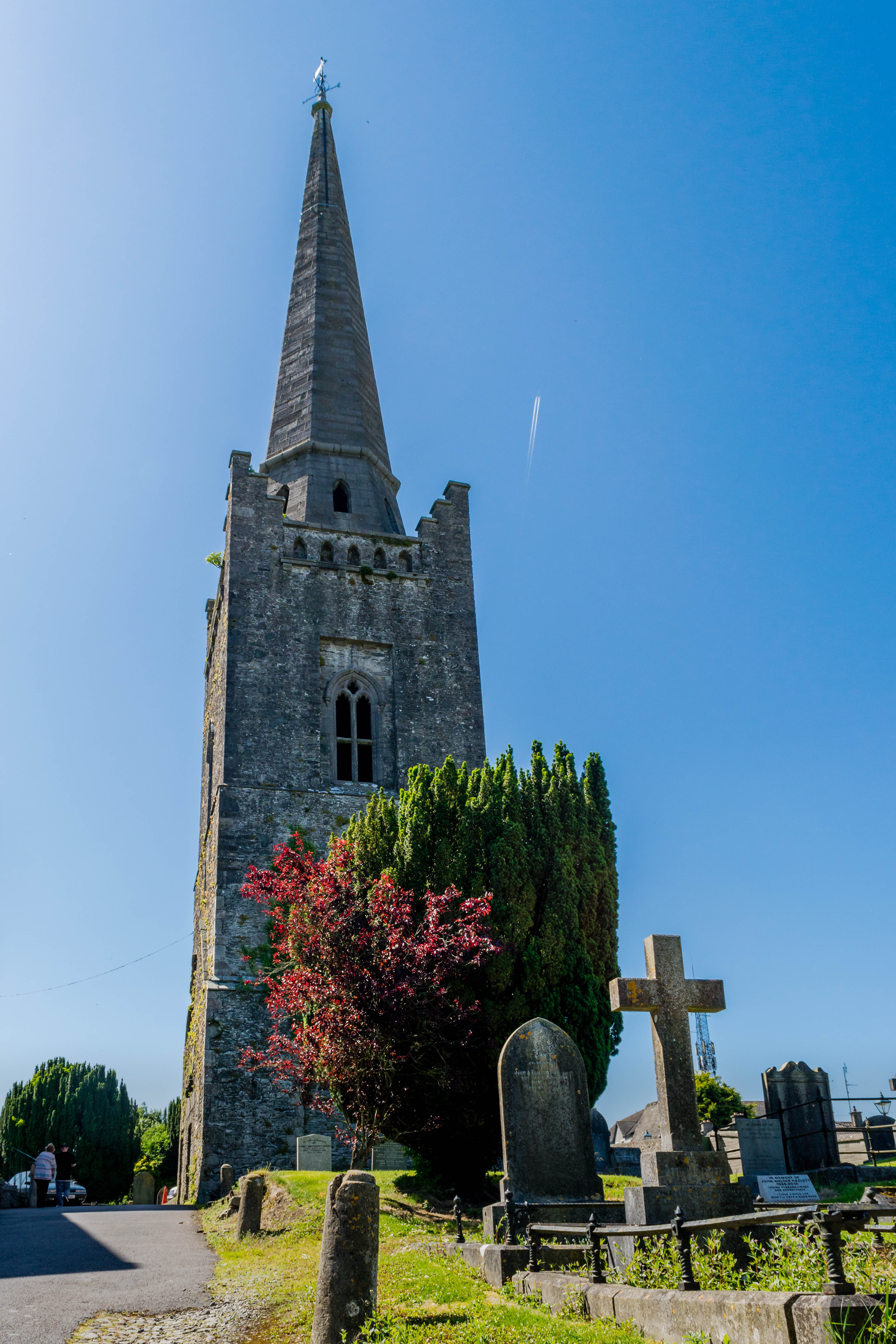
Церква святого Колумба в абатстві Келлс.

Вільям Йонг або Вільям Янг (англ. William Yonge, William Young) (помер близько 1437 р.) — ірландський священник, церковний діяч, суддя, юрист, політик, лорд-канцлер Ірландії.

## Життєпис
У 1412 році Вільям Йонг був призначений архідияконом графства Міт та парохом парафії Святого Колумба, абатство Келлс, що була приєднана до архідияконства. У 1415 році Корона помилувала його за будь-які незаконні вторгнення, які він здійснив на землі, прикріплені до парафії Святого Колумба, і надала йому та всім його наступникам на посаді архідиякона право спокійно та безтурботно володіти цими землями. У тому ж році Джон Йонг, імовірно близький родич Вільяма, отримав землі в графстві Міт, які раніше належали Вільяму Йонгу. Вільям Йонг також був родичем (можливо, братом) Джеймса Йонга (помер приблизно в 1425 р.), політичного письменника та непохитного прихильника Джеймса Батлера, IV графа Ормонд. Чи був Вільям Йонг пов'язаний з Томасом Йонгом, пріором Маллінгара в 1430-х роках, неясно.
Він був лордом-канцлером Ірландії між 1418 і 1422 роками. Щодо цього періоду дуже часто виникає плутанина щодо точних дат, коли він обіймав посаду. Історик Сміт, що писав у 1839 році, бачив його Патент про призначення лорд-канцлером від 19 жовтня 1422 року (оригінал, ймовірно, був знищений під час пожежі в Офісі державних архівів у 1922 році). Його перебування на посаді лорда-канцлера було коротким. Однак він мав достатньо знань про закон, щоб згодом бути призначеним одним із суддів і мироохоронців графства Міт у 1426 році.
У 1430 році Корона Англії надала йому опіку над садибою Портлестер у графстві Міт під час неповноліття спадкоємця, Річарда, герцога Йоркського. У 1435 році він заперечував проти призначення Роберта Дайка, архідиякона Дубліна, настоятелем церкви Святого Патрика, Трім, графство Міт (нині собор Трім). У Йонга був власний кандидат, Джон Ардаг, один із його капеланів, але Корона Англії віддала перевагу Дайку, який мав винятково довгу та видатну кар'єру державного службовця, кульмінацією якої стало його призначення лорд-скарбником Ірландії в 1444 році.
Датою смерті Йонга є 1437 рік.